# 築地市場站
築地市場站（日语：／ Tsukiji-shijō eki */?）是位於日本東京都中央區築地五丁目，屬於東京都交通局（都營地下鐵）大江戶線的鐵路車站。車站編號是E 18。

## 歷史
- 2000年（平成12年）12月12日：開業。
- 2011年（平成23年）9月24日：月台門啟用。

## 車站構造
本站是一地下車站，月台為島式月台1面2線設計。

### 月台配置

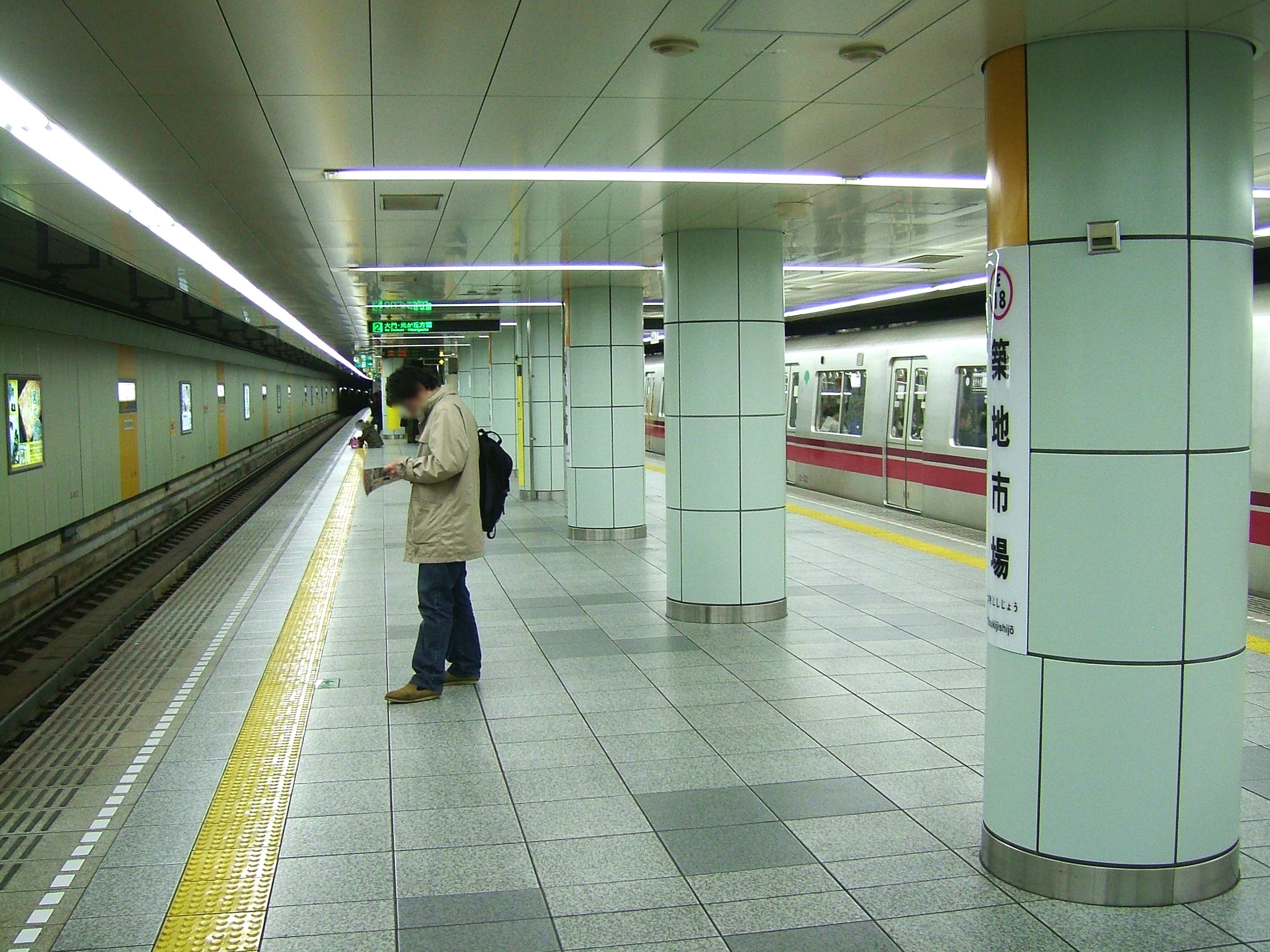
月台（2008年3月5日）

| 月台 | 路線     | 目的地                   |
| ---- | -------- | ------------------------ |
| 1    | 大江戶線 | 門前仲町、兩國、春日方向 |
| 2    | 大江戶線 | 大門、六本木、新宿方向   |

（來源：都營地下鐵:車站構內圖 （页面存档备份，存于））

## 利用狀況
2017年度1日平均上下車人次為32,729人（上車人次16,134人、下車人次16,595人）。
2015年度1日平均上下車人次比前年2014年增加約20%。
開業以來1日平均上下車、上車人次變化如下表。
| 年度               | 1日平均 上下車人次 | 1日平均 上車人次 | 來源     |
| ------------------ | ------------------ | ---------------- | -------- |
| 2000年（平成12年） |                    | 5,845            | [ * 1 ]  |
| 2001年（平成13年） |                    | 6,907            | [ * 2 ]  |
| 2002年（平成14年） |                    | 8,027            | [ * 3 ]  |
| 2003年（平成15年） | 19,647             | 9,205            | [ * 4 ]  |
| 2004年（平成16年） | 20,452             | 9,564            | [ * 5 ]  |
| 2005年（平成17年） | 20,845             | 9,786            | [ * 6 ]  |
| 2006年（平成18年） | 21,710             | 10,243           | [ * 7 ]  |
| 2007年（平成19年） | 22,775             | 11,003           | [ * 8 ]  |
| 2008年（平成20年） | 23,170             | 11,348           | [ * 9 ]  |
| 2009年（平成21年） | 22,448             | 11,127           | [ * 10 ] |
| 2010年（平成22年） | 22,093             | 10,920           | [ * 11 ] |
| 2011年（平成23年） | 21,708             | 10,646           | [ * 12 ] |
| 2012年（平成24年） | 23,820             | 11,774           | [ * 13 ] |
| 2013年（平成25年） | 25,677             | 12,659           | [ * 14 ] |
| 2014年（平成26年） | 27,365             | 13,504           | [ * 15 ] |
| 2015年（平成27年） | 33,000             | 16,327           | [ * 16 ] |
| 2016年（平成28年） | 33,646             | 16,605           | [ * 17 ] |
| 2017年（平成29年） | 32,729             | 16,134           |          |

## 車站周邊

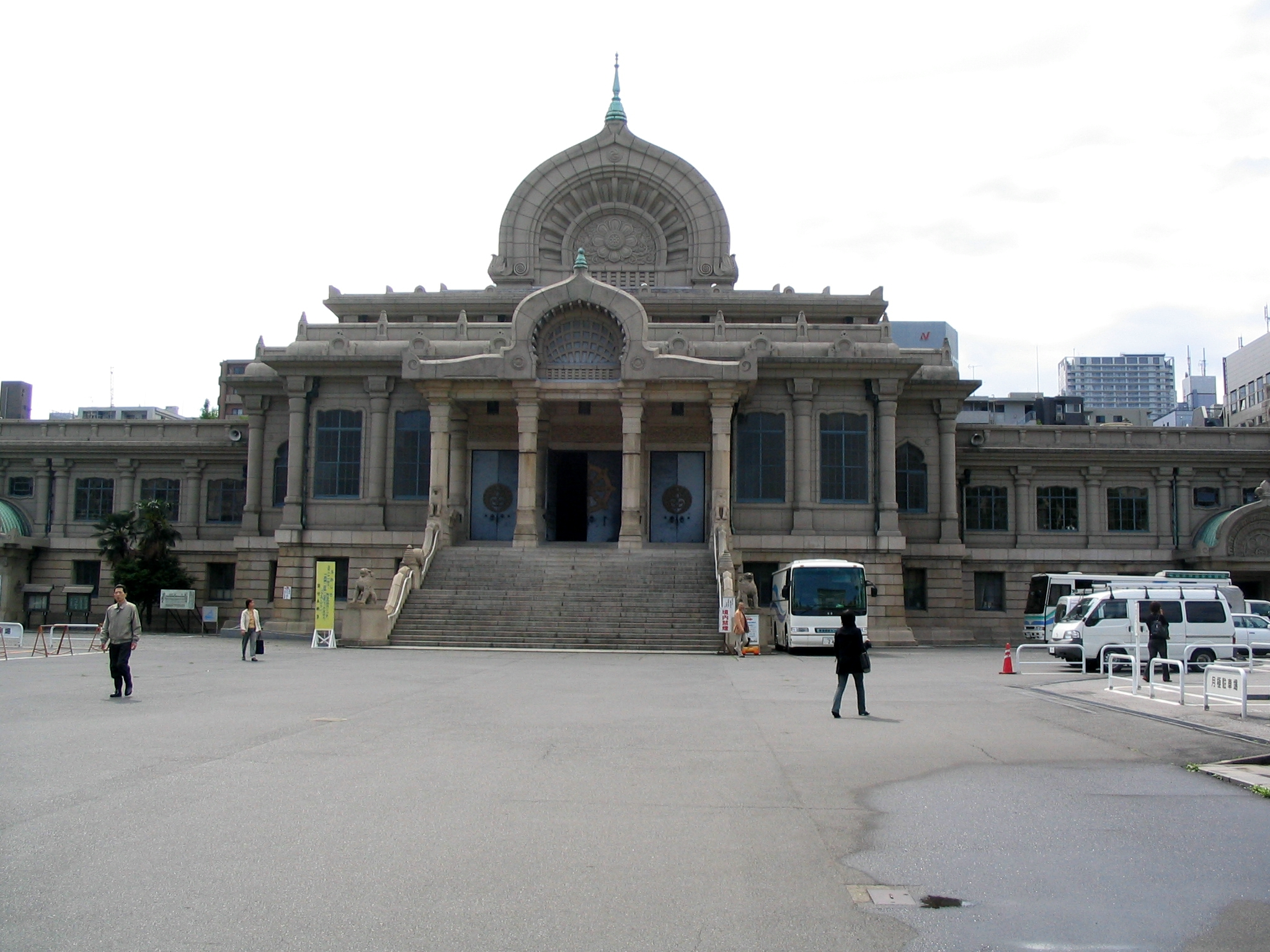
築地本願寺

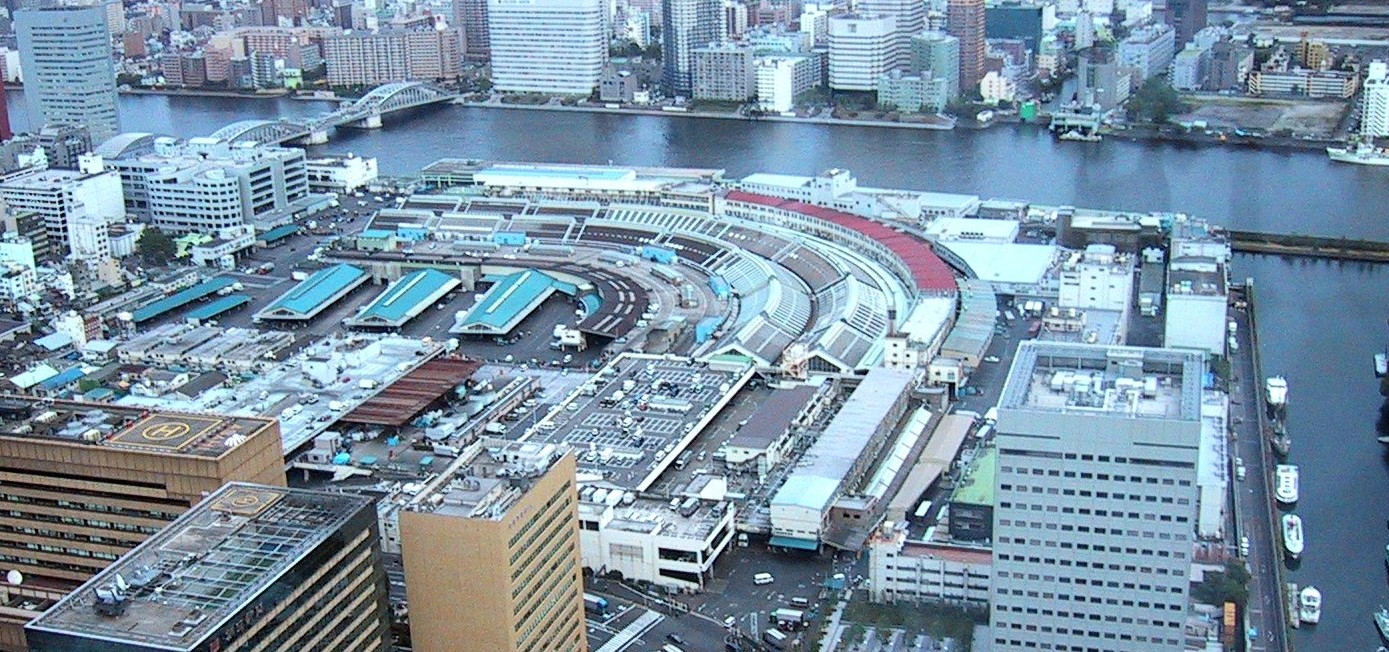
築地市場（築地市場方向側為朝日新聞東京本社）

如站名所示，本站鄰築地市場，站內有時也能感受到海鮮特有的氣味。
- 築地站（東京地下鐵日比谷線）－最接近本站的車站，但並非官方設定的換乘站。此外，規劃大江戶線時本站的暫定名稱亦是「築地」。
- 銀座－本站月台鄰近銀座地區（近昭和通），故本站某程度上是大江戶線的銀座玄關口。
- 汐留SIO-SITE－步行約1公里左右，從汐留站前往比較方便。
- 朝日新聞東京總部
- 築地市場（关闭2018年10月）
- 東京國稅局
- 築地本願寺
- 濱離宮恩賜庭園
- 國立癌症研究中心
- 新橋演舞場
- 京橋郵便局（日语：京橋郵便局）
  - 郵貯銀行京橋店
- 銀座郵便局（日语：銀座郵便局）

### 巴士路線
最接近本站的巴士站是位於新大橋通上的「國立癌症研究中心前」停留所及「築地市場正門前」停留所。以下路線停兩個停留所，並由東京都交通局（都營巴士）營運
- 市01：往新橋站前（循環線，平日途經築地中央市場（不停築地市場正門前））

### 水上巴士
濱離宮內設有兩座碼頭，分別由東京都觀光汽船和東京都公園協會營運以下觀光船路線：
- 隅田川線：往日之出棧橋／往淺草
- 東京水邊線：往台場海濱公園／往櫻橋（日语：桜橋 (東京都)）／往葛西臨海公園／往兩國

## 更名的可能性
隨著築地市場計畫搬遷到江東區豐洲地區，本站亦有需要更名。如果成事，將會是自1989年3月19日江戶橋站更名為日本橋站以來，再有都營地下鐵車站更名。但由於豐洲地區的百合鷗號原本已有「市場前站」，而且計畫搬遷的只有中央市場部分，築地場外市場將會留在原址，因此也有不更名的可能。

## 相鄰車站
都營地下鐵
 大江戶線
勝鬨（E 17）－築地市場（E 18）－汐留（E 19）

### 來源
東京都統計年鑑
1. ↑  .   [2017-06-03]. （原始内容存档于2016-03-04）.
2. ↑  .   [2017-06-03]. （原始内容存档于2016-03-04）.
3. ↑  .   [2017-06-03]. （原始内容存档于2017-07-29）.
4. ↑  .   [2017-06-03]. （原始内容存档于2017-07-29）.
5. ↑  .   [2017-06-03]. （原始内容存档于2017-07-29）.
6. ↑  .   [2017-06-03]. （原始内容存档于2017-07-29）.
7. ↑  .   [2017-06-03]. （原始内容存档于2017-07-29）.
8. ↑  .   [2017-06-03]. （原始内容存档于2017-07-29）.
9. ↑  .   [2017-06-03]. （原始内容存档于2017-07-29）.
10. ↑  .   [2017-06-03]. （原始内容存档于2016-03-26）.
11. ↑  .   [2017-06-03]. （原始内容存档于2016-03-27）.
12. ↑  .   [2017-06-03]. （原始内容存档于2016-03-25）.
13. ↑  .   [2017-06-03]. （原始内容存档于2016-03-27）.
14. ↑  .   [2017-06-03]. （原始内容存档于2016-03-22）.
15. ↑  .   [2017-06-03]. （原始内容存档于2017-07-30）.
16. ↑  .   [2019-02-25]. （原始内容存档于2018-11-09）.
17. ↑  .   [2019-02-25]. （原始内容存档于2019-05-02）.

## 外部連結
- 築地市場 - 東京都交通局